# Strand Hotell Borgholm
Strand Hotell Borgholm är ett nöjes- och konferenshotell, beläget i Borgholm på Öland.
Hotellets äldre del, ritad av Gösta Gerdsiö byggdes 1952 på platsen för en tidigare hotellbyggnad, som brunnit ned året dessförinnan. Hotellet ägdes under många år av krögarfamiljen Attoff, men såldes år 2000 till norska hotellkoncernen Norlandia Hotels & Resorts.
Artister såsom till exempel Lionel Richie, Status Quo och Tom Jones har spelat på hotellet. Pianobaren startades av Berndt Egerbladh under 1980-talet och lever fortfarande kvar.